# Ядрово (городской округ Шаховская)
Ядрово — деревня в городском округе Шаховская Московской области России.

## Население
| 1852 | 1859 | 1926 | 2002 | 2006 | 2010 |
| ---- | ---- | ---- | ---- | ---- | ---- |
| 360  | ↗370 | ↗594 | ↘45  | ↗59  | ↘35  |

По данным Всероссийской переписи 2010 года численность постоянного населения составила 35 человек (16 мужчин, 19 женщин).

## География
Расположена примерно в 9 км к северо-западу от районного центра — посёлка городского типа Шаховская, у истоков реки Дубенки, впадающей в Издетель. В деревне две улицы — Лесная и Яснополянская. Соседние населённые пункты — посёлок Ядровского лесничества, деревни Городково и Даниловка. Имеется автобусное сообщение с райцентром маршрутом № 55.

## Исторические сведения
Впервые упоминается в 1462 году в духовной грамоте великого князя Василия Тёмного.
В середине XIX века деревня Ядрово относилась ко 2-му стану Волоколамского уезда Московской губернии и принадлежала Департаменту государственных имуществ. В деревне было 49 дворов, 163 души мужского пола и 197 душ женского.
В «Списке населённых мест» 1862 года — казённая деревня 1-го стана Волоколамского уезда Московской губернии по правую сторону Московского тракта, шедшего от границы Зубцовского уезда на город Волоколамск, в 38 верстах от уездного города, при пруде, с 44 дворами и 370 жителями (174 мужчины, 196 женщин).
По данным на 1890 год входила в состав Плосковской волости, в деревне находилось церковно-приходское училище, число душ мужского пола составляло 171 человек.
В 1913 году — 80 дворов, земское училище, а также имение князя Л. М. Голицына.
По материалам Всесоюзной переписи населения 1926 года — центр Ядровского сельсовета Судисловской волости, проживало 594 человека (275 мужчин, 319 женщин), насчитывалось 115 крестьянских хозяйств.
С 1929 года — населённый пункт в составе Шаховского района Московской области.
1994—2006 гг. — деревня Судисловского сельского округа Шаховского района.
2006—2015 гг. — деревня сельского поселения Раменское Шаховского района.
2015 — н. в. — деревня городского округа Шаховская Московской области.